# Ті Джей Броді
Ті Джей Броді (англ. T. J. Brodie; нар. 7 червня 1990, Четем-Кент) — канадський хокеїст,  клубу НХЛ «Чикаго Блекгокс». Гравець збірної команди Канади.

## Ігрова кар'єра

### На клубному рівні
Ті Джей хокеєм розпочав ще займатись в школі свого рідного містечка Четем-Кент.
На юніорському рівні дебютував 2006 року, а наприкінці сезону дебютував у складі «Сагіно Спіріт» (ОХЛ) та одразу потрапляє до команди всіх зірок.
2008 року був обраний на драфті НХЛ під 114-м загальним номером командою «Калгарі Флеймс».
У сезоні 2009–10 Броді виступає за «Беррі Колтс».
У сезоні 2010–11 дебютував  у складі «Калгарі Флеймс» відігравши три гри, а решту сезону провів захищаючи кольори «Абботсфорд Гіт». У січні брав участь у матч всіх зірок АХЛ. За підсумками першого сезону Броді стьав найкращим захисником клубу.
Наступний сезон Ті Джей також розпочав у складі «Абботсфорд Гіт» але через травму Антона Бабчука був викликаний 11 листопада 2011 року до складу «Флеймс». 18 листопада захисник набрав перше очко зробивши результативну передачу на Лі Стемпняка в матчі проти «Чикаго Блекгокс». Через дев'ять днів Броді відзначився і першим голом у ворота Нікласа Бекстрема голкіпера «Міннесота Вайлд». За підсками сезону він набрав 14 очок (2+12).
Через локаут у сезоні 2012–13 Ті Джей виступав за «Абботсфорд Гіт».
Після завершення сезону Броді, як вільний агент уклав дворічний контракт з «Калгарі Флеймс». Він розпочав сезон 2013–14 разом з Марком Джордано, як найкраща пара захисників.
20 жовтня 2014 «Флеймс» та Ті Джей підписали п'ятирічний контракт на суму $23.25 мільйона доларів.
На тренувальному зборі Броді отримав травму руки на вибув на п'ять тижнів.
3 лютого 2017 року канадець заробив перші чотири очки в переможному матчі над «Нью-Джерсі Девілс» 4–3 в овертаймі.
7 жовтня 2017 року Броді вдруге в кар'єрі набрав чотири очки за матч.

### На рівні збірних
Срібний призер у складі молодіжної збірної Канади на молодіжному чемпіонаті світу 2010 року.
Виступав за національну збірну Канади, зокрема на чемпіонаті світу 2013 року.

## Статистика

### Клубні виступи
| Сезон        | Клуб                 | Ліга         | Регулярний сезон | Регулярний сезон | Регулярний сезон | Регулярний сезон | Регулярний сезон | Плей-оф | Плей-оф | Плей-оф | Плей-оф | Плей-оф |
| Сезон        | Клуб                 | Ліга         | І                | Г                | П                | О                | ШХ               | І       | Г       | П       | О       | ШХ      |
| ------------ | -------------------- | ------------ | ---------------- | ---------------- | ---------------- | ---------------- | ---------------- | ------- | ------- | ------- | ------- | ------- |
| 2006–07      | «Лімінгтон Флаєрс»   | ЗОХЛ         | 43               | 8                | 38               | 46               | 104              | —       | —       | —       | —       | —       |
| 2006–07      | «Сагіно Спіріт»      | ОХЛ          | 20               | 0                | 4                | 4                | 23               | 3       | 0       | 1       | 1       | 2       |
| 2007–08      | «Сагіно Спіріт»      | ОХЛ          | 68               | 4                | 26               | 30               | 73               | 4       | 0       | 3       | 3       | 2       |
| 2008–09      | «Сагіно Спіріт»      | ОХЛ          | 63               | 12               | 38               | 50               | 67               | 8       | 3       | 6       | 9       | 8       |
| 2009–10      | «Сагіно Спіріт»      | ОХЛ          | 19               | 4                | 19               | 23               | 20               | —       | —       | —       | —       | —       |
| 2009–10      | «Беррі Колтс»        | ОХЛ          | 46               | 3                | 30               | 33               | 38               | 17      | 1       | 14      | 15      | 14      |
| 2010–11      | «Калгарі Флеймс»     | НХЛ          | 3                | 0                | 0                | 0                | 2                | —       | —       | —       | —       | —       |
| 2010–11      | «Абботсфорд Гіт»     | АХЛ          | 68               | 5                | 29               | 34               | 32               | —       | —       | —       | —       | —       |
| 2011–12      | «Абботсфорд Гіт»     | АХЛ          | 12               | 1                | 2                | 3                | 10               | —       | —       | —       | —       | —       |
| 2011–12      | «Калгарі Флеймс»     | НХЛ          | 54               | 2                | 12               | 14               | 16               | —       | —       | —       | —       | —       |
| 2012–13      | «Абботсфорд Гіт»     | АХЛ          | 35               | 1                | 19               | 20               | 22               | —       | —       | —       | —       | —       |
| 2012–13      | «Калгарі Флеймс»     | НХЛ          | 47               | 2                | 12               | 14               | 8                | —       | —       | —       | —       | —       |
| 2013–14      | «Калгарі Флеймс»     | НХЛ          | 81               | 4                | 27               | 31               | 20               | —       | —       | —       | —       | —       |
| 2014–15      | «Калгарі Флеймс»     | НХЛ          | 81               | 11               | 30               | 41               | 30               | 11      | 1       | 4       | 5       | 0       |
| 2015–16      | «Калгарі Флеймс»     | НХЛ          | 70               | 6                | 39               | 45               | 18               | —       | —       | —       | —       | —       |
| 2016–17      | «Калгарі Флеймс»     | НХЛ          | 82               | 6                | 30               | 36               | 24               | 4       | 0       | 4       | 4       | 2       |
| 2017–18      | «Калгарі Флеймс»     | НХЛ          | 73               | 4                | 28               | 32               | 18               | —       | —       | —       | —       | —       |
| 2018–19      | «Калгарі Флеймс»     | НХЛ          | 79               | 9                | 25               | 34               | 24               | 5       | 2       | 0       | 2       | 6       |
| 2019–20      | «Калгарі Флеймс»     | НХЛ          | 64               | 4                | 15               | 19               | 36               |         |         |         |         |         |
| 2020–21      | «Торонто Мейпл Ліфс» | НХЛ          | 56               | 1                | 13               | 14               | 12               | 7       | 1       | 1       | 2       | 4       |
| 2021–22      | «Торонто Мейпл Ліфс» | НХЛ          | 82               | 4                | 24               | 28               | 34               | 7       | 0       | 2       | 2       | 6       |
| 2022–23      | «Торонто Мейпл Ліфс» | НХЛ          | 58               | 2                | 12               | 14               | 14               | 11      | 0       | 3       | 3       | 12      |
| 2023–24      | «Торонто Мейпл Ліфс» | НХЛ          | 78               | 1                | 25               | 26               | 40               | 1       | 0       | 0       | 0       | 0       |
| Усього в НХЛ | Усього в НХЛ         | Усього в НХЛ | 908              | 56               | 292              | 348              | 294              | 56      | 5       | 17      | 22      | 36      |

### Збірна
| Рік                | Команда            | Турнір             | Місце              | І | Г | П | О | ШХ |
| ------------------ | ------------------ | ------------------ | ------------------ | - | - | - | - | -- |
| 2013               | Канада             | ЧС                 | 5-е                | 7 | 0 | 1 | 1 | 0  |
| Національна збірна | Національна збірна | Національна збірна | Національна збірна | 7 | 0 | 1 | 1 | 0  |